# Esquilo-voador
Os esquilos-voadores pertencem a tribo Pteromyini (família Sciuridae). Existem 45 espécies dessa tribo. Os esquilos voadores são também esquilos arborícolas, no entanto são uma família com bastantes particularidades.
Esta família de esquilos é de hábitos noturnos, tendo para tal olhos grandes e bem desenvolvidos. Os esquilos voadores têm também uma anatomia muito característica, tendo uma membrana de pele que percorre o seu corpo unindo as patas dianteiras às traseiras, o que lhes possibilita fazer voos planados de uma árvore para outra, direcionando o voo com o auxílio da cauda achatada que funciona como leme. Também ao contrário dos esquilos arborícolas, os esquilos voadores muito raramente descem ao solo, pois a sua membrana não lhes permite um bom deslocamento e rapidez deixando-os bastante vulneráveis aos predadores.

## Géneros
- Família Sciuridae G. Fischer, 1817
  - Subfamília Ratufinae Moore, 1959
    - Gênero Ratufa Gray, 1867 (4 espécies)

  - Subfamília Sciurillinae Moore, 1955
    - Género Sciurillus Thomas, 1914 (1 espécie)

  - Subfamília Sciurinae G. Fischer, 1817
  - Tribo Sciurini G. Fischer, 1817
    - Gênero Microsciurus J. A. Allen, 1895 (4 espécies)
    - Gênero Rheithrosciurus Gray, 1867 (1 espécie)
    - Gênero Sciurus Linnaeus, 1758 (28 espécies)
    - Gênero Syntheosciurus Bangs, 1902 (1 espécie)
    - Gênero Tamiasciurus Trouessart, 1880 (3 espécies)
    - Gênero Aeretes G. M. Allen, 1940 (1 espécie)
    - Gênero Aeromys Robinson & Kloss, 1915 (2 espécies)
    - Gênero Belomys Thomas, 1908 (1 espécie)
    - Gênero Biswamoyopterus Saha, 1981 (1 espécie)
    - Gênero Eoglaucomys Howell, 1915 (1 espécie)
    - Gênero Eupetaurus Thomas, 1888 (1 espécie)
    - Gênero Glaucomys Thomas, 1908 (2 espécies)
    - Gênero Hylopetes Thomas, 1908 (9 espécies)
    - Gênero Iomys Thomas, 1908 (2 espécies)
    - Gênero Petaurillus Thomas, 1908 (3 espécies)
    - Gênero Petaurista Link, 1795 (8 espécies)
    - Gênero Petinomys Thomas, 1908 (9 espécies)
    - Gênero Pteromys G. Cuvier, 1800 (2 espécies)
    - Gênero Pteromyscus Thomas, 1908 (1 espécie)
    - Gênero Trogopterus Heude, 1898 (1 espécie)